# Túnez en los Juegos Paralímpicos de Atenas 2004
Túnez estuvo representado en los Juegos Paralímpicos de Atenas 2004 por un total de 22 deportistas, 14 hombres y ocho mujeres.

## Medallistas
El equipo paralímpico tunecino obtuvo las siguientes medallas:
| Nombre                                              | Deporte   | Evento                     |
| --------------------------------------------------- | --------- | -------------------------- |
| Oro                                                 |           |                            |
| Afrah Gomdi                                         | Atletismo | Jabalina F40 femenino      |
| Afrah Gomdi                                         | Atletismo | Peso F40 femenino          |
| Ena Ben Abidi                                       | Atletismo | Disco F40 femenino         |
| Maher Bualeg                                        | Atletismo | 1500 m T13 masculino       |
| Maher Bualeg                                        | Atletismo | 5000 m T12 masculino       |
| Maher Bualeg                                        | Atletismo | 10 000 m T13 masculino     |
| Mohamed Charmi                                      | Atletismo | 1500 m T37 masculino       |
| Mohamed Charmi Mohamed Chida Fares Hamdi Abes Saidi | Atletismo | 4 × 400 m T35-38 masculino |
| Plata                                               |           |                            |
| Afrah Gomdi                                         | Atletismo | Disco F40 femenino         |
| Ena Ben Abidi                                       | Atletismo | Jabalina F40 femenino      |
| Mohamed Chida                                       | Atletismo | 200 m T38 masculino        |
| Maher Bualeg                                        | Atletismo | 800 m T12 masculino        |
| Mohamed Charmi                                      | Atletismo | 800 m T37 masculino        |
| Abes Saidi                                          | Atletismo | 800 m T38 masculino        |
| Haizam Ben Halima                                   | Atletismo | Disco F37 masculino        |
| Bronce                                              |           |                            |
| Fatma Kachrudi                                      | Atletismo | Disco F37 femenino         |
| Ena Ben Abidi                                       | Atletismo | Peso F40 femenino          |
| Mohamed Chida                                       | Atletismo | 100 m T38 masculino        |